# ريتشارد ألين لوبوف
ريتشارد ألين لوبوف (21 فبراير 1935 - 22 أكتوبر 2020)، هو مؤلف خيال علمي وغموض أمريكي، كتب أيضًا الفُكاهة والهجاء والواقعية. بالإضافة إلى دزينة من رواياته وأكثر من 40 قصة قصيرة، قام أيضًا بتحرير مختارات علمية وفانتازيا. كان خبيرًا في كتابة إدغار رايس بوروس ولديه اهتمام قوي أيضًا بـ هوارد فيليبس لافكرافت.

## روابط خارجية
- ريتشارد ألين لوبوف على موقع IMDb (الإنجليزية)
- ريتشارد ألين لوبوف على موقع قاعدة بيانات الفيلم (الإنجليزية)